# Centrum (Zuidlaren)
Het centrum van Zuidlaren is de oude dorpskern van het Drentse Zuidlaren met toegevoegde nieuwbouw, het centrum wordt ook wel 'Het Dorp' genoemd. In het centrum wordt altijd op de derde dinsdag van oktober de Zuidlaardermarkt gehouden.

## Voorzieningen
De Nederlandse Hervormde Kerk is een van de kerken die in het centrum is gesitueerd en bevindt zich vlak bij havezate Laarwoud, de bouw van deze kerk is begonnen in de 13e eeuw.
Het winkelbestand van Zuidlaren bevindt zich grotendeels aan een lange hoofdweg die gevormd wordt door de Stationsweg, De Millystraat en de Kerkbrink. De winkels delen deze hoofdweg met kantoren, dat maakt deze straat een respectievelijk lange winkelstraat. Andere winkels in het centrum bevinden zich onder andere aan de Telefoonstraat, Kerkstraat en Zuiderstraat.
Het centrum van Zuidlaren wordt ook voorzien van een subtropisch binnenzwembad, de tennisvereniging ZTC Zuidlaren en de Volksuniversiteit Zuidlaren. Ook is er het Sprookjeshof, een kleinschalig attractiepark voor kinderen. Aan de Havenstraat is er de mogelijkheid in rondvaartboot Berend Botje te stappen om een rondje over het Zuidlaardermeer te maken.